# Tussok

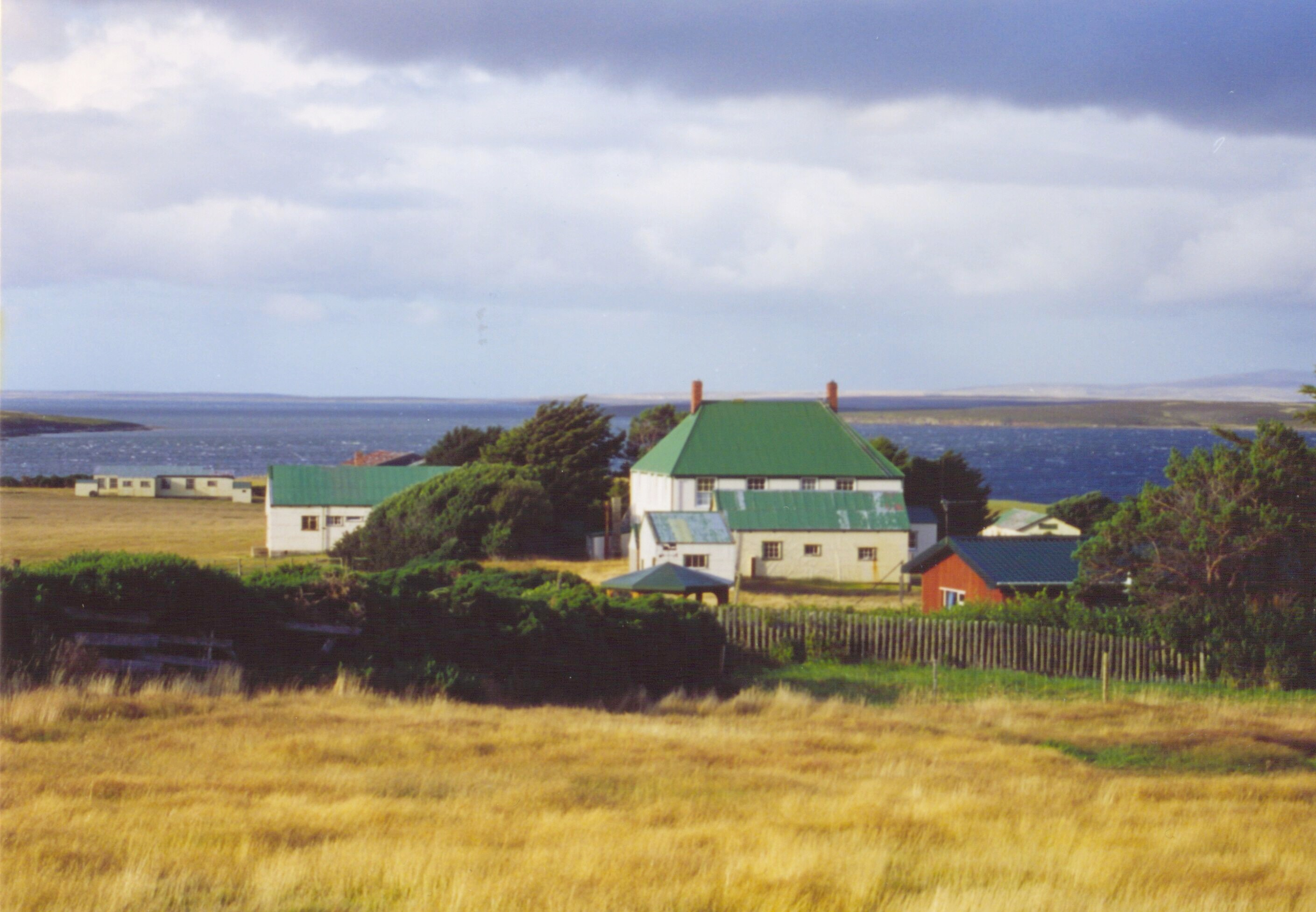
Pastizal en la isla Soledad (Malvina Oriental).

Tussok, tusoc o tusac, es el nombre dado a las formaciones botánicas caracterizadas por el predominio de gramíneas coriáceas cuyas alturas median entre el metro y los 2 metros. Las formaciones de tussok se desarrollan principalmente en las zonas frías aunque no constantemente nivales del Hemisferio Sur sobre suelos podsólicos o sobre suelos pobres en materia orgánica y en climas donde son frecuentes los vientos fuertes, motivo por el cual las matas son típicamente achaparradas y redondeadas.

Según el tipo de suelo y la humedad existen tussokes secos y tussokes húmedos. Los tussokes húmedos son densos, con poco espacio entre las plantas, mientras que los tussokes secos presentan formaciones esteparias ralas con bastante espacio entre las matas.
Ejemplos de tussokes húmedos se encuentran en el norte de Tierra del Fuego, en las Islas Malvinas, y en otras islas subantárticas como las Kerguelen –en donde existe la llamada Plateau du Tussok (Planicie del Tussok)– en las Antillas del Sur como ocurre en ciertas zonas de las Georgias del Sur y en el sureste de la Isla Sur de Nueva Zelanda en la Planicie de Canterbury, donde predomina la especie Poa flabellata, cuanto más meridional es la distribución del tussok más se asemeja a la tundra.

El tussok seco es característico del Comahue y la Patagonia Oriental donde predominan los coirones como la Festuca gracillima, el neneo, verbenas y jarillas (por esto en esas zonas a este tipo de vegetación también se le llama "jaral").

## En Australia
- Nassella trichotoma, introducida de Sudamérica, es una maleza en Australia

## En Nueva Zelanda
- Chionochloa australis
- Poa colensoi
- Poa caespitosa
- Festuca novaezelandiae
- Chionochloa flavescens
- Chionochloa rubra

## En Europa
- Ampelodesmos mauritanica